# 95. Sinfonie (Haydn)
Die Sinfonie Nr. 95 in c-Moll (Hob. I:95) komponierte Joseph Haydn im Jahr 1791. Das Werk entstand im Rahmen seiner ersten Londoner Reise und zählt zu den Londoner Sinfonien.

## Allgemeines

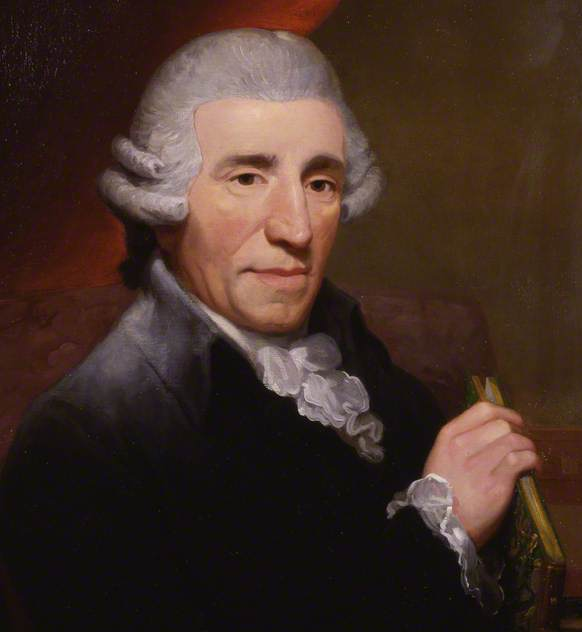
Franz Joseph Haydn (1732–1809)

Haydn komponierte die Sinfonie Nr. 95 im Rahmen der ersten Londoner Reise im Jahr 1791. Die Uraufführung fand im Frühjahr 1791 statt, das genaue Datum ist nicht bekannt.
Die Sinfonie Nr. 95 hat in mehrfacher Hinsicht eine Sonderstellung unter den Londoner Sinfonien:
- Sie ist die einzige Sinfonie in Moll. Der Moll-Charakter ist jedoch (wie auch in anderen Moll-Sinfonien Haydns) abgeschwächt, hier vor allem durch die „übergreifende Bewegung von Moll nach Dur“[3], d. h. die Moll-Passagen werden jeweils zum Dur hin „überwunden“. Beispielsweise wechselt der erste Satz in der Reprise zu C-Dur, im dritten Satz ist einem Moll-Menuett ein Dur-Trio gegenübergesetzt, und im Finale gibt es eine dramatische Moll-Passage, die „bezwungen“ wird.
- Sie hat als einzige keine langsame Einleitung. Möglicherweise hängt dies mit der Moll-Tonart zusammen, da durch sie die Ernsthaftigkeit auch ohne das zusätzliche Gewicht einer Einleitung gewährleistet ist.[4]
- Sie ist die kürzeste der Londoner Sinfonien und durch eine relativ klare Struktur gekennzeichnet[3] in dem Sinne, dass die einzelnen Themen/Motive meist klar gegeneinander abgegrenzt sind. Ansonsten ist das Werk durchaus detailliert ausgearbeitet: z. B. im ersten Satz der verschleierte Repriseneintritt oder im Finale den Wechsel von „galant-modernen“ Passagen mit „altmodisch-gelehrten“ polyphonen Abschnitten, die manche Autoren besonders hervorheben und in die Nähe vom Finale der Sinfonie KV 551 von Mozart rücken (s. u.). Haydn selbst bezeichnete die Sinfonie Nr. 95 (ebenso Nr. 96) als „sehr delicat“.[5] Donald Francis Tovey[6] meint, dass der Höreindruck eine Weitläufigkeit hervorrufe, die die relative Kürze in den Hintergrund treten lässt.
- Möglicherweise hatte es Haydn darauf angelegt, „durch äußerste Klarheit und geradezu lakonische Kürze es seinem neuen Publikum leicht zu machen – womit er vielleicht dieses Publikum […], sicherlich aber alle späteren Generationen unterschätzte, denn bis heute ist das Werk das unbeliebteste der Londoner Gruppe geblieben.“[3] So ist das Datum der Uraufführung nicht bekannt, es fehlen zeitgenössische Berichte und ein Presseecho: Das Werk wurde „totgeschwiegen“[5] und bei seiner Aufführung offenbar keine Wiederholung verlangt (wie bei den anderen Londoner Sinfonien).[7] Die geringe Beliebtheit lässt sich auch daraus entnehmen, dass die 1795 erschienene Klaviertrio-Fassung ein Ladenhüter blieb, während beispielsweise die Sinfonien Nr. 94 und Nr. 100 sofort ausverkauft waren.[5] Möglicherweise wurde die Bewegung von Moll nach Dur (s. o.) von manchen Zuhörern auch als Unentschiedenheit der Tongeschlechter wahrgenommen, weiterhin waren Haydns frühere Moll-Sinfonien wegen der häufig fehlenden „melodischen Kantabilität“ in London nicht sehr beliebt.[8] Auch in der Literatur schneidet Nr. 95 im Vergleich zu anderen Londoner Sinfonien teilweise schlechter ab.[9]

Manche Autoren sehen andererseits (in teilweise etwas romantischen Deutungen) Ähnlichkeiten zwischen der Sinfonie Nr. 95 und Mozarts Sinfonie KV 551, insbesondere im Anfang des ersten Satzes mit den zwei gegensätzlichen Motiven sowie dem fugierten Finale. Es ist jedoch bisher nicht vollständig geklärt, ob Haydn zum Zeitpunkt der Komposition Mozarts Sinfonie gekannt hat.

## Zur Musik
Besetzung: zwei Querflöten, zwei Oboen, zwei Fagotte, zwei Hörner in D, zwei Trompeten in D, Pauken, Violine I u. II, Viola, Violoncello, Kontrabass. Zahlreiche Quellen wie Konzertankündigungen, Presseberichte und Erinnerungen belegen, dass Haydn die Sinfonien seines ersten Londoner Aufenthalts vom Cembalo (harpsichord) oder vom Pianoforte aus leitete oder dabei den „Vorsitz“ hatte, wie Burney es ausdrückte (“Haydn himself presided at the piano-forte”). Nach der damaligen Aufführungspraxis ist dies ein Indiz für den ursprünglichen Gebrauch eines Tasteninstrumentes (Cembalo oder Fortepiano) als nicht notiertes Continuoinstrument in den „Londoner Sinfonien“.
Aufführungszeit: ca. 20 Minuten.
Bei den hier benutzten Begriffen der Sonatensatzform ist zu berücksichtigen, dass dieses Schema in der ersten Hälfte des 19. Jahrhunderts entworfen wurde (siehe dort) und von daher nur mit Einschränkungen auf die Sinfonie Nr. 95 übertragen werden kann. – Die hier vorgenommene Beschreibung und Gliederung der Sätze ist als Vorschlag zu verstehen. Je nach Standpunkt sind auch andere Abgrenzungen und Deutungen möglich.

### Erster Satz: Allegro moderato
c-Moll / Dur, 2/2-Takt (Alla breve), 165 Takte
Der Satz eröffnet mit einem schweren Unisono-Motiv im Fortissimo, das für den weiteren Verlauf des Allegros prägend ist. Es besteht aus der Quarte C – G in halben Noten und dem chromatischen Umkreisen von G mit vier Viertelnoten. Die geradezu bedrohliche Wirkung wird durch die anschließende Generalpause noch verstärkt. War die Harmonie des Satzes zunächst unklar, setzen nun (ab Takt 3) die Violinen im Piano mit einer aufsteigenden, melancholischen Melodie in c-Moll ein. Die stockende Bewegung vom Anfang kommt so etwas ins Fließen, jedoch fällt die Melodielinie bereits nach fünf Takten wieder zum Eröffnungsmotiv herab (Takt 10). Einen ähnlichen Satzanfang mit markanten Unisono-Figuren weisen auch Haydns andere beiden Sinfonien in c-Moll auf (Nr. 52 und Nr. 78).
Nach von Pausen unterbrochenem „harmonischen Suchen“ beginnt in Takt 16 eine Überleitungspassage, die im Wesentlichen aus einem dissonanzenreichen Dialog des Eröffnungsmotivs in den Violinen über einem Orgelpunkt auf B-Dur besteht. Sie endet als Septakkord auf B, der dominantisch zum Es-Dur des folgenden zweiten Themas wirkt (die Tonikaparallele Es-Dur hatte sich bereits kurzfristig am Beginn der Überleitung etabliert). Das zweite Thema (Takt 29–43) im tänzerisch-hüpfenden Charakter ist periodisch aufgebaut. Es wird mit veränderter Instrumentierung (Einbeziehen der Bläser) und gegenstimmenartigen Achtellauf aufwärts in Flöte und 1. Violine wiederholt. Die abwärts gehenden Dreiklangssprünge am Anfang lassen sich ggf. als Umkehrung des Violin-Motivs vom ersten Thema interpretieren.
Die Schlussgruppe (ab Takt 43) ist von ihrer durchgehenden Triolenbewegung bestimmt, wobei das Eröffnungsmotiv nochmals im Bass auftritt (Takt 54). Die Exposition endet in Takt 61 mit einem Akkordwechsel von B-Dur und Es-Dur und wird wiederholt.
Die Durchführung (Takt 62–109) beginnt nicht (wie eigentlich zu erwarten) in der Tonikaparallelen Es-Dur, sondern wiederum in der Tonika c-Moll mit dem Eröffnungsmotiv. Anfangs nur von den Violinen im Piano gespielt, verdichtet sich der Dialog immer mehr zum polyphonen Forte; mit der weiteren Steigerung bis zum Fortissimo erfolgt dann jedoch wieder der Übergang zur Homophonie bis hin zum Unisono. Abrupt bricht die Musik hier durch eine Generalpause mit Fermate ab. Kontrastreich beginnen die Streicher als Neubeginn mit dem Violin-Motiv vom ersten Thema im etwas „unheimlichen“ As-Dur (ab Takt 75). As-Dur wird dann zunächst auch in der folgenden Tutti-Passage mit dem Eröffnungsmotiv unter hämmernden Triolen beibehalten, ehe Haydn in Takt 84 zur Subdominante F-Dur wechselt und ab Takt 88 das zweite Thema in B-Dur erklingen lässt. Unter durchlaufender Triolenbewegung wird das Eröffnungsmotiv anschließend (ab Takt 98) sequenziert.
Der Eintritt der Reprise ist verschleiert: Das Eröffnungmotiv erklingt zunächst in Takt 104 in D und (nach Wechsel zur Dominante g-Moll) in Takt 110 in C, jedoch nicht isoliert wie am Anfang, sondern mit sequenzartiger Fortspinnung, die nach einem Orgelpunkt auf G im Pianissomo verebbt. In dieser Sequenzpassage „offenbart Haydn, wie er jene Eingangstakte harmonisch konzipiert hat – als Kadenzformel nach G-Dur, bei der über dem subdominantisch aufgefassten Ton c ein neapolitanischer Sextakkord entsteht.“ Die Streicher greifen anschließend mit dem Violin-Motiv c-Moll auf, doch auch diese Harmonie scheint über ein chromatisches „Abrutschen“ (ab Takt 124) wieder labil zu werden. In Takt 129 wechselt die Klangfarbe dann sehr effektvoll: mit dem Eintritt des zweiten Themas ist C-Dur erreicht und wird bis zum Satzende als neue Tonika beibehalten. Dieser Wechsel nach Dur wird von mehreren Autoren als besonders gelungen hervorgehoben. Das zweite Thema – nun mit einer fortlaufenden Achtelbewegung unterlegt und daher mehr fließend als am Anfang – wird wie in der Exposition mit veränderter Instrumentierung wiederholt, nun im Pianissimo und – als Besonderheit – mit dem gegenstimmenartigen Achtellauf für eine Solo-Violine, die bei der Uraufführung wahrscheinlich von Johann Peter Salomon gespielt wurde. Die Schlussgruppe der Reprise ist gegenüber der Exposition codaartig erweitert: Nach einer Fanfare der Blechbläser im Fortissimo (Takt 148) hat das Eröffnungsmotiv von fortlaufenden Triolen begleitet noch zwei Auftritte – der letzte über einem ausgehaltenen tiefem C der Fagotte und Hörner. Durchführung und Reprise werden nicht wiederholt.

### Zweiter Satz: Andante cantabile
(im Autograph nur „Andante“) Es-Dur, 6/8-Takt, 70 Takte, Variationsform. Trompeten und Pauken schweigen.
Das zweiteilig angelegte, sangliche Thema (Takt 1–10) wird zunächst in den Streichern vorgestellt. Es ist durch Schleifer und Pralltriller mit anschließender Dreiklangsbrechung abwärts gekennzeichnet. Der Nachsatz stellt eine Variante des Vordersatzes dar, wobei die 1. Violine gegenstimmenartig zu den übrigen Streichern gesetzt ist.
- In der 1. Variation (Takt 11–30) wechseln sich Solo-Cello und 1. Violine mit der Stimmführung des Themas, das überwiegend in Sechzehntel-Triolen aufgelöst ist, ab. Die Bläser sind nach wie vor nicht beteiligt.
- Die 2. Variation (Takt 31–46) in es-Moll unterbricht das Thema mit kräftigen Einwürfen des ganzen Orchesters. Dieses „Klopfmotiv“ aus drei Achteln kann man sich vom Themenkopf abgeleitet denken und tritt am Ende des Satzes wieder auf.
- In der 3. Variation (Takt 47–61) spielen die Violinen das Thema in virtuose Läufe aufgelöst. Die Bläser sind erstmals im Satz stärker beteiligt, wenn auch nur begleitend.
- In der Coda (Takt 62–70) wird der Vordersatz nochmals vorgestellt, danach laufen die Motive über einer „nuschelnden“ Begleitung der 2. Violine und einem ausgehaltenen tiefem Es im Horn aus. Dabei „verselbständigt“ sich das vom Themenkopf ableitbare „Klopfmotiv“, das als Variante bereits in der 2. Variation auftrat. Mit ihm endet der Satz (mit einem sehr ähnlichen Motiv beginnt der dritte Satz, der zudem in Takt 5/6 zum Andante verwandt ist).

### Dritter Satz: Menuetto
c-Moll, 3/4-Takt, mit Trio 77 Takte
Das Menuett beginnt mit einem Klopfmotiv aus zwei Viertelnoten (ähnlich dem Klopfmotiv vom Andante), das im Wechsel auftaktig (1. Violine) und abtaktig (übrige Streicher) vorgetragen wird. Der 3/4-Takt wird erst mit Einsetzen des Nachsatzes vom Thema ab Takt 5 deutlich (wiederum erinnern Takt 5/6 an den zweiten Satz). Das Thema wird mit verändertem Nachsatz wiederholt, wobei eine Viertelnote mit Vorschlag auffällt. Diese Viertelnote mit Vorschlag ist dann Gegenstand des kurzen Mittelteils (Takt 23–30). Die Reprise beginnt zunächst wie der Anfang, bricht aber nach einem dramatisch gesteigerten G-Dur-Septakkord als Generalpause über drei Takte ab. Die Auflösung erfolgt über eine „geheimnisvolle“ Kadenz mit einem Neapolitanischen Sextakkord und mündet in den lauten Nachsatz mit Orgelpunkt auf C.
Im kontrastierenden Trio in C-Dur spielt das Solo-Cello, das bereits im Andante verwendet wurde, eine sangliche und einprägsame Melodie in weiten Bögen, begleitet lediglich von den übrigen Streichern mit Pizzicato-Akkorden. Im zweiten Teil des Trios imitiert die 1. Violine kurz das Cello.

### Vierter Satz: Finale. Vivace

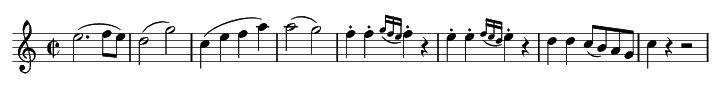
Hauptthema des vierten Satzes, 1. Violine

C-Dur, 2/2-Takt (alla breve), 211 Takte
Der Satz ist durch die Gegenüberstellung von „galant-modernen“ Passagen und aus deren Hauptthema abgeleiteten „gelehrt-barocken“ polyphonen Abschnitten gekennzeichnet. Zu Beginn stellen die Streicher das achttaktige, liedhafte Hauptthema vor. Der Vordersatz ist legato gehalten, der Nachsatz besteht aus einem Klopfmotiv mit Vorschlag (ähnlich im zweiten und dritten Satz). Das Thema wird wiederholt und geht dann in einen ebenfalls wiederholten Fortspinnungsteil (Takt 9–32) über, so dass der Hörer sich zunächst an ein Rondo erinnert fühlt.
In Takt 32 setzt dann ein polyphoner „Durchführungsteil“ ein, wobei das Thema dieses Fugato aus den ersten fünf Tönen vom Hauptthema abgeleitet ist. Es beginnen 2. Oboe und 2. Violine mit Gegenstimme in Fagott und Viola. Ab Takt 39 erfolgt die weitere Verdichtung durch Einbeziehen der weiteren Instrumente. Ein zunächst gegenstimmenartiger Achtellauf verselbständigt sich als virtuoses Element und führt wieder zurück zur Homophonie. Erneut folgt jedoch eine weitere Verdichtung durch Unterfütterung der Achtelläufe mit Akkorden und Fanfaren in den Blechbläsern, die sich nach chromatischem „Fallen“ als Kadenz im Fortissimo entlädt. Nach einer weiteren polyphonen Passage (Takt 78–92) läuft sich die Musik auf E-Dur fest und bricht hier in einer Generalpause ab.
Unvermittelt folgt dann reprisenartig das Hauptthema sowie eine Variante des polyphonen Abschnitts analog Takt 32. Dabei fällt insbesondere die ausbruchartige Wendung nach c-Moll mit hämmerndem Paukenrhythmus (ab Takt 152) auf, die nach dem chromatischen Höherschrauben am Gipfelpunkt (Takt 168) wieder nach C-Dur „aufhellt“. Wie auch in den zwei vorigen Sätzen, tritt dabei ein Neapolitanischer Sextakkord auf (Takt 160/161).
Zum Schluss wird das Thema nochmals vorgestellt: Der Vordersatz über einer chromatisch fallenden Linie, der Nachsatz mit Akkordmelodik und Fanfaren erweitert.